# 渡辺俊介 (日本経済新聞)
渡辺 俊介（わたなべ しゅんすけ、1944年 - ）は、日本のジャーナリスト、元日本経済新聞論説委員、国際医療福祉大学大学院教授、東京女子医科大学客員教授。社会保障制度の専門家として、行政関係の委員等も数多く務めている。
1963年、福岡県立修猷館高等学校卒業。1970年、東京大学文学部卒業、日本経済新聞に入社し、記者として政治部、経済部に勤め、1973年からは厚生省〜厚生労働省の担当となった。1982年から1983年には、外務省へ出向し、在デンマーク日本大使館一等書記官。1985年に編集委員、1988年に論説委員となって経済部編集委員を兼任した。厚生労働省関係の社会保障審議会、独立行政法人評価委員会、財務省の財政制度等審議会や、日本医療機能評価機構など、各種の委員等を数多く務めた。

## おもな著作
- あなたの年金 : 51年改正後の厚生年金と国民年金のすべて、欅出版、1976年
  - 52年改正後のあなたの年金 : 厚生年金と国民年金のすべて、欅出版、1977年
  - あなたの年金 : 厚生年金と国民年金のすべて 昭和53年度版、けやき出版、1978年
- 予測定年以後 : あなたの「所得」と「健康」は守られるか、ダイヤモンド社（80年代選書）、1978年
- 年金と社会保障の話、新潮社（新潮選書）、1990年
- 介護保険の知識、日本経済新聞社（日経文庫）、1997年

### 日本経済新聞社名義
上記のほか、日本経済新聞社著とされる書籍の中に、日本経済新聞出版社が渡辺の著作として扱っているものがある。
- 年金危機、日本経済新聞社、1978年
- 企業年金時代 - 実態レポート、日本経済新聞社、1978年
- サラリーマンのための年金早わかりガイド、日本経済新聞社、1995年